# Măgureni
Măgureni is een Roemeense gemeente in het district Prahova.
Măgureni telt 6598 inwoners.